# Symtomlindrande läkemedel
Symtomlindrande läkemedel är läkemedel som dämpar eller eliminerar sjukdomssymtomen utan att angripa orsaken till sjukdomen. Exempel på sådana läkemedel är mediciner som minskar prostatans storlek gradvis och som underlättar problemen. Medicinen minskar symptomen, men i många fall är förbättringen bara tillfällig. Vissa patienter upplever förbättringar, medan andra endast märker liten effekt eller ingen alls.
Andra exempel på symtomlindrande läkemedel är värktabletter som enbart dämpar smärta och kanske dämpar feber men inte berör orsaken till dessa.